# 라디오 드라마

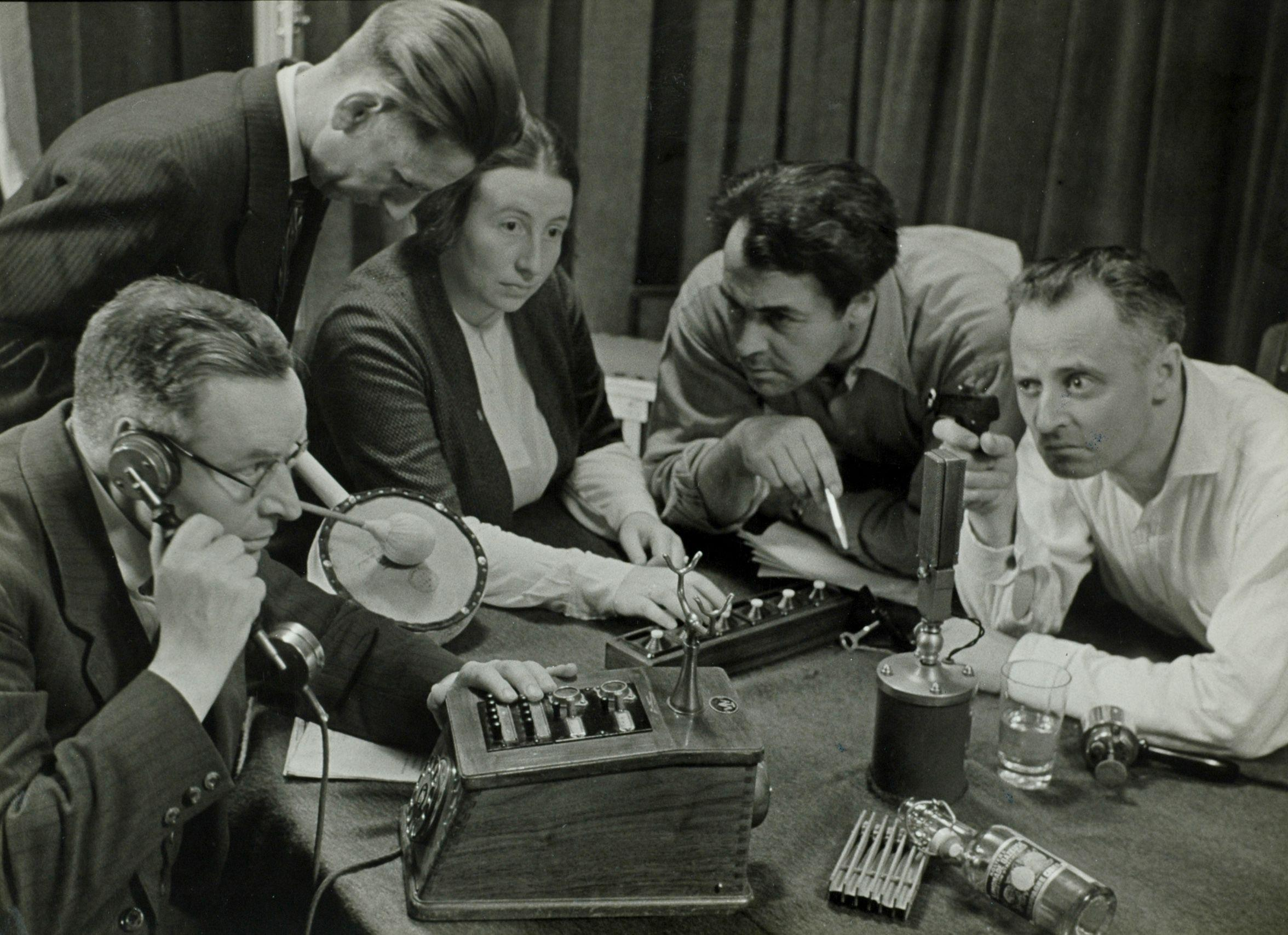

라디오 드라마(radio drama)는 라디오 방송을 전달 매체로 삼은 드라마를 말한다. 소리만 전달되는 라디오의 특성상 시각 요소 없이 대화, 음악, 음향 효과만을 이용해 드라마 내용을 전개하여 청취자가 내용을 이해할 수 있도록 한다.
1920년대부터 1940년대까지 세계에서 가장 인기 있는 오락 중 하나였다. 그러나 1950년 텔레비전의 등장으로 인기가 시들해지기 시작했고, 더는 폭넓은 청취자를 확보하지 못하게 되었다. 그리하여 현재, 라디오 드라마를 제작하는 방송사가 드물뿐더러 제작하더라도 방송 시간이 극히 적다.
보통 오디오 드라마 또는 오디오 영화와 같은 의미로 쓰이나 오디오 드라마나 오디오 영화는 라디오라는 전달 매체에 구속되지 않는다는 점에서 구별된다. 즉, 콤팩트 디스크, 카세트 테이프, 포드캐스트 등에 드라마 또는 영화가 녹음되어 있다면 그것은 오디오 드라마 또는 오디오 영화라고는 할 수 있지만 라디오 드라마라고는 할 수 없다.

## 세계의 라디오 드라마
라디오 드라마는 라디오가 발명된 후에 새로이 태어난 것이며 전파를 매체로 연극적인 표현을 하는 청각예술이다. 이것은 무대극도 아니고 영화도 아니며 또한 문학도 아니다. 그러나 이러한 예술이 지닌 어떤 부분과 라디오라는 전파매체가 결합되고 여기에 음악과 음향효과가 가해져서 이루어지고 있는 종합예술이다. 세계 어느 나라를 막론하고 초기의 라디오 드라마는 라디오 이전부터 존재하던 무대예술을 라디오에 적용시킨 것이었으며, 수법에 있어서도 무대연극을 어떻게 청각만으로 이해시키는가에 집중되었다.
세계 최초의 방송이 시작된 지 5년 후인 1925년경에는 라디오를 위한 최초의 드라마가 제작되었고, 이를 계기로 라디오 드라마란 명칭이 탄생하였다. 그러나 라디오 드라마라고 하는 용어(用語)는 현재는 별로 사용되지 않고 있으며 영국에서는 마이크로폰 플레이(microphone play), 브로드캐스트 플레이(broadcast play) 등으로 불리다가, 최근에는 라디오 플레이(radio play)로 불리고 있으며, 미국에서는 드라마틱 프로그램(dramatic program) 혹은 쇼(show)라고도 불리는데 드라마틱한 구성을 가진 프로 전부를 가리킨다.
초기의 라디오 드라마는 무대극을 귀로 듣는 것만으로도 이해할 수 있도록 약간 수정한 것에 지나지 않았으나 차차 라디오적인 소재를 발견하여 종래의 무대희극과는 다른 독특한 세계를 만들어 내게 되었다. 즉 리처드 휴즈(Richard Hughes)의 <탄갱>(炭坑)과 같이 시각이 없는 세계를 다룬 것에서, 영국의 랜스 시브킹이나 독일의 루돌프 아른하임 등에 의해 시간적·공간적 제약을 받지 않고 자유로이 장면을 전환시키는 영화적 수법이 도입되었으며(1930년경), 다시 미국의 노먼 커윈(Norman Corwin)에 의해 청취자의 상상력에 호소하는 공상의 세계를 다룬 것 등이 생겨났다(1940년경).
즉, 라디오 드라마는 무대극의 시각적인 요소를 청각적으로 바꾸는 데 그치는 것이 아니라, 대사·음악·음향의 3청각적 요소를 자유로이 구사함으로써 청취자의 심리적 인상이나 상상력에 호소하여 예술적인 감명을 줄 수 있다는 점에 독자성을 발견하고 하나의 장르로서의 위치를 확립한 것이다. 다시 말해서 초기에 있어서는 '귀를 통해 시각적 상상을 호소하는 것'이었으나 '귀로부터 직접 마음에 호소하는 인상(印象)의 누적에 의한 것'으로 발전하였다.
그 때문에 라디오 드라마의 형식은 대단히 복잡하며, 가장 일반적인 대화 중심의 것에서 시극(詩劇)·합창시극(合唱詩劇)·스케치에 이르기까지 모든 형식의 것을 포함한다. 또한 물리학적인 기계와 연극이라는 종래의 예술적 요소가 결합하여 이루어진 것이므로 그 매체인 기계의 성능이 발달하고 새로운 특질이 발견됨으로써 라디오 드라마의 내용이나 표현 방식도 달라져 왔고, 특히 텔레비전이 출현한 이래 라디오 드라마는 점점 라디오 독특의 세계나 표현 방법을 개척하려는 경향이 짙어지고 있다. 이러한 경향은 라디오의 특성을 살린 독특한 예술장르로서의 라디오 드라마가 추구해야 할 당연한 길이기도 하다. 그러나 보다 큰 원인은 제2차 세계대전 후 텔레비전 방송이 본격화되고 텔레비전 드라마가 등장하여 라디오 드라마의 일반적 매력이 상실되었다는 점에 있다. 광고수입으로 운영되는 상업방송에서 청취율의 저하는 치명적인 타격이 아닐수 없다. 이 때문에 외국의 경우 우리가 생각하는 개념으로서의 라디오 드라마는 사실상 종말을 고한 지 오래이다.

## 청각예술으로서의 라디오 드라마
라디오가 처음 발명되었을 당시에는 라디오 예술이란 마치 수원지(水源地)에서 정수된 수돗물을 파이프를 통해 각 가정으로 보내듯, 소리를 전파라는 파이프를 통해 각 가정에 보내는 기계에 지나지 않는다고 생각했다.
따라서 기계 자체가 예술적인 창조를 할 수 있다고는 상상도 못하였고, 다만 라디오 이전부터 존재하던 청각적 요소를 가진 예술을 전파를 통해 각 가정에 보내는 역할을 하는 데 지나지 않는다고 생각했다. 라디오 드라마 이전부터 존재하던 드라마, 즉 무대극을 귀로 듣는 것만으로도 이해할 수 있도록 어느 정도 수정해 방송하고, 이것을 라디오 드라마라 부름으로써 이 새로운 용어가 탄생한 것이다. 말하자면 갑자기 시력을 잃은 사람에게 무대극을 들려주기 위해 눈으로 볼 수 없는 정경이나 분장을 설명하는 데 해설을 삽입하든가 음향효과나 음악으로써 그것을 표현하기 위해 여러 가지 연구를 한 것이다.
이러한 출발점을 가진 라디오 드라마는 그 본질적인 연구에 있어서도 반드시 일단은 무대극과 비교되어 왔으며, 그 시각적인 면을 어떻게 청각적으로 바꿀 수 있을까가 문제가 되었고, 이것을 완전히 바꾸어 놓은 것이 라디오 드라마라 생각되었다.
라디오 드라마가 청각예술이라 불리게 되고, 그것이 음향과 음악·대사 등의 세 가지 요소에 의해 표현되며, 시간적·공간적 제약을 받지 않고 마이크로폰을 자유로이 구사할 수 있는 새로운 장르라 인식되기 시작한 후에도 라디오로부터 흘러나오는 종합음을 들려줌으로써 청취자로 하여금 '청각심상'(聽覺心象)이라 불리는 시각적인 이미지를 마음 속에 그릴 수 있도록 하지 않으면 안 된다고 생각하였다. 또한 청각을 통해 그려진 이미지를 어떻게 시각적인 것으로 바꾸게 하는가를 가장 중요한 과제로 생각했던 것이다.
1930년대에 있어 가장 과학적으로 라디오 드라마의 본질을 분석했다고 일컬어지는 루돌프 아른하임은 그때까지의 라디오 드라마가 무대극과 비교·연구되어온 것과는 대조적으로 영화적 수법을 도입하였으나, 그 역시 영화의 시각적 효과가 라디오의 경우 어떻게 전환되어야 할 것인가를 가장 중요한 문제로 삼았다. 즉, 영화에서는 화면에 나타나는 배우의 모습이나 배경을 눈으로 분명히 보고 지각할 수 있으나, 라디오의 경우는 귀로 듣는 대사나 음향에 의해 청취자들이 제각기 상상 혹은 추리한 바 표상적(表象的)인 영상을 그릴 수 있도록 한다는 것이 근본적인 문제가 되고 있다.
따라서 그 '청각에 의한 상상과 추리에 바탕을 둔 표상성'을 어떤 방법으로 더욱 선명하게 청취자에게 심어주는가가 가장 중요하며, 그 원리에 입각하여 드라마가 구축되지 않으면 안 된다는 생각이었다. 물론 이 문제는 라디오 드라마에 있어 지극히 중요한 것이며, 당시로서는 획기적인 발표였을 뿐 아니라, 오늘날에 와서도 공간적인 시추에이션이 커다란 요소가 되는 라디오 드라마의 경우 이 이론의 정당성은 인정되어야 할 것이다.
그러나 오늘날 우리가 생각하는 라디오 드라마의 개념에 의하면 이러한 공간적 형상성(形象性)은 오히려 제2차적인 문제이며, 극단적으로 말한다면 그러한 것을 초월하여 보다 심리적인 세계를 묘사하는 것이 아니면 안 된다. 즉 라디오 드라마는 종합음으로써 청취자의 심리적인 흐름을 타고 청취자의 마음 속에 어떤 현상이나 공간을 구축함이 없이 직접적으로 파고들어 공감과 감명을 불러 일으키는 것이어야 한다.
또한 라디오(방송)라는 메커니즘이 단순히 소리를 전송하기만 하는 기관이 아니라 메커니즘 자체가 창조하는 현실음의 감각적 변형이 그것을 돕는 것이라고 할 것이다. 라디오 드라마의 본질은 '귀를 통해 시각적 상상에 호소하는 것'이기보다는 '귀에서 직접 마음으로 통하는 것'이어야 한다. 바꾸어 말하면 일단 머리 속에서 공간적인 영상으로 바뀐 후 극적 감명을 주는 것이 궁극의 목적이 아니라, '소리' 그 자체가 직접 청취자의 지성을 즐겁게 하고 감성을 흔드는 것이어야 하는 것이다. 그렇게 함으로써만 라디오 드라마는 보다 청각적인 '소리의 세계'와 가까워지고 무대극이나 영화와 구별되는 독특한 장르의 청각예술로서 존재할 수 있을 것이다.

## 라디오 드라마의 특징
라디오 드라마의 구성요소로는 극본·성우·음악·음향효과 등이 있으며, 이상의 요소를 효과적으로 조절·통합하여 하나의 완성된 작품으로 만들어내는 연출가(디렉터)가 있다. 물론 방송이라는 메커니즘을 매체로 한 예술이므로 음향을 전파에 싣기 위한 마이크로폰이나 조종기를 조작하는 기술자(믹서), 녹음 기사 등도 필요하다. 이러한 요소들이 하나의 스튜디오(때로는 여러 방송국을 연결한 다차원 동시 방송도 있다)에 모임으로써 라디오 드라마가 생산되는 것이다.
라디오 드라마는 순수한 '시간적 예술이며, 시간적인 오락'이다. 즉, 배우의 동작이나 배경 등의 도움 없이 성우들의 연기와 음악·효과음만으로 드라마의 분위기, 장면을 상상하고, 느끼며, 공감을 얻는 예술이다. 이런 점에서 라디오 드라마는 음악과 비슷한 바가 있다. 어떤 음악을 듣고 평화로운 전원풍경, 졸졸 흐르는 시냇물소리, 새들의 지저귐 등을 마음속에 상상할 수 있듯이(감정이입), 라디오 드라마의 청취자들도 그 등장인물의 모습이나 배경·분위기 등을 마음 속에 그리게 된다.
젊은 남녀 주인공이 새들이 지저귀는 숲속에서 수줍고 환희에 찬 사랑의 밀어를 나누고 있는 장면이 있다고 하자. 이때 수많은 청취자들이 마음에 상상하고 그리고 묘사하는 장면은 백인백색 모두 다르다. 어떤 사람은 고향의 뒷산 아름다운 숲속을 연상할 것이고 어떤 이는 지난날 여행길에서 보았던 아름다운 숲을 연상할지도 모른다. 또 주인공의 모습이 지금은 희미한 옛추억이 되어버린 첫사랑의 연인의 모습과 오버랩되어 떠오를지도 모른다. 이것이 텔레비전 드라마의 경우라면 A면 A, B면 B라는 어느 특정된 탤런트가 텔레비전을 통해 연기하게 되므로 '등장인물'의 이미지는 고정되어 버리고 상상이나 이상화(理想化)의 여지는 없어지고 만다. 이 점이 라디오 드라마의 강점이며, 청각예술의 매력인 것이다.
라디오 드라마의 또 하나의 특성은 기술적인 것으로서 시간이나, 공간을 자유로이 뛰어넘을 수 있다는 점이다. 이것은 텔레비전이나 영화·무대극에서도 가능한 일이기는 하지만 그 시공(時空)을 초월하는 수법에 있어 라디오 드라마는 훨씬 환상적이며 무한한 가능성을 지니고 있다. 또 이러한 장면 전환이 동일한 장소, 즉 같은 스튜디오 안에서 무대 장치나 소도구의 변경 없이 이루어진다.
따라서 제작비면에서도 텔레비전 드라마에 비해 적은 비용으로 제작할 수 있다는 장점도 가지고 있다. 같은 방송시간의 드라마를 제작하는 데 있어 텔레비전의 경우 라디오에 비해 약 5배 정도의 제작비가 소요된다. 그것은 텔레비전 드라마 제작에 필요한 많은 스탭들과 의상이나 세트(무대장치)·소도구 등을 고려할 때 당연한 일인데, 이것을 바꾸어 말한다면 라디오 드라마는 텔레비전 드라마의 5분의 1의 제작비로 제작이 가능하다는 결론이 나온다.
그러면 이처럼 많은 장점을 가진 라디오 드라마가 쇠퇴의 길을 걷는 이유는 본래 드라마란 '눈으로 보는 것'이지 '귀로 듣는 것'이 아니기 때문이다. 연극을 보는 재미에서 배우의 연기, 배우의 '얼굴'을 보는 재미가 차지하는 비중은 절대적이라 할 수 있는데 라디오 드라마에는 이것이 없다. 여기에 텔레비전 드라마가 질적 빈곤을 지탄받으면서도 날로 융성해 가는 비밀이 있는 것이다.
미국이나 유럽에서는 사양의 길을 걷던 라디오 드라마가 새로운 활로를 찾아, 우수한 작품들이 많이 생산되고 있는데, 그 드라마들이 주로 뛰어난 아이디어의 코미디가 아니면 미스터리물이란 사실은 주목할 만한 것이다.

## 라디오 드라마의 제작과정

### 기획
방송국에 따라서 그 제작과정에 다소의 차이는 있으나 원칙적으로 기획·제안으로부터 시작된다. 드라마 담당의 프로듀서(PD)가 구두(口頭)나 문서로 제작 담당 책임자(제작부장)에게 보고하거나 또는 제출하는데 그 내용은 대체로 다음과 같다.
1. 창작물 : 소위 오리지널 또는 원작물로서 다음과 같은 경우가 있다.
  1. 작품의 내용은 결정되지 않았으나 어떤 특정한 작가를 선정하여 집필을 의뢰하는 경우,
  2. 어떤 사건이나 특정한 장소와 특정한 인물을 선정하여 그것을 소재로 작가에게 의뢰하여 극본을 만드는 경우,
  3. 이미 집필이 완료된 작품 중에서 선정하는 경우,
  4. 특정한 성우의 특성을 살릴 수 있는 내용의 작품을 의뢰하는 경우 등이다.
2. 각색물 : 이것은 유명한 소설을(때로는 영화·무대극·외국작품 등) 각색하여 드라마화하는 것으로, 번안도 여기에 포함된다. 이 경우에는 원작자의 승인이 필요한 것은 말할 것도 없으며, 원작자에 따라서는 각색자를 특히 지정하는 경우도 있다. 이렇게 제안된 내용이 일단 후보작품으로 선정되면 부내(部內)에서 평가회의가 열리고, 프로그램 편성회의에서 정식으로 토의된다. 이때 상업방송의 경우라면 스폰서의 의견도 참작, 적절히 조정된다.

### 편성
라디오 드라마는 1회로 완결되는 것(소위 단막극)이며,1주일에 1회씩 연속되는 것(일요연속극·주말연속극 등 소위주간 연속극), 일일연속극(매일 방송되는데 일요일은 제외되는 것이 보통이다) 등 3가지 방송형식이 있다.
연속극은 원칙적으로 3개월(일일연속극의 경우)·6개월·1년(이것을 1쿨이라고 부른다)을 단위로 하여 편성된다. 그러나 청취자의 평이 좋으면(청취율이 높으면) 더 연장하기도 하고, 반대로 평이 나쁘면 예정기간 안에도 중단하거나 내용의 변경, 작가나 배역의 변경 등이 있게 된다.
상업방송의 기획회의에서 통과된 제안은 '기획서'란 이름 아래 인쇄물로 만들어 영업부를 통해서 각 스폰서에게 배부된다. 스폰서쪽에선 이 기획서를 검토하여 자기회사나 제품을 PR하는데 적절한 내용인가를 검토한 후 구매(購買)여부를 정하고, 배역이나 스토리에 희망사항이 있으면 변경을 요망하게 된다. 방송국측은 이 주문사항에 따라 가능하면 다소의 변경을 가하게 된다.

### 극본
편성회의에서 통과되면 담당 PD는 작가에게 원고집필을 부탁한다. 이 시기는 대체로 방송 예정일 3개월 전이 된다. 드라마의 작가가 2인 이상인 소위 릴레이연속극인 경우는 작가끼리의 긴밀한 연락과 협조도 필요해진다. 연출가는 기획내용 및 자신의 의견을 방송국측에 전하고, 작자와 의논하여 원고 완성일을 약속한다.
이상은 주로 단막극의 경우이고, 50∼60회 예정인 일일연속극의 경우는 우선 3분의 1정도 작품이 완성되면 배역을 정하는 등 다음 단계 작업에 들어가고 나머지 부분은 방송하면서 계속 집필하게 된다. 그러나, 약속기일 내에 원고가 완성되지 않는 경우가 흔히 있으며, 이때에 원고 독촉을 하는 것도 PD의 소관이 된다. 또 완성된 작품이 좋지 않거나 방송국측의 의도에 어긋나는 경우도 가끔 있게 되어, 이때는 개고를 의뢰하게 되는데, 개필이 전체적인 경우도 있다. 또 개고가 1회로 끝나기도 하지만 몇 차례에 걸칠 때도 있다. 그래도 방송국측이 납득할 수 없다면(이런 일은 극히 드물다) 그 드라마를 취소하고 다른 프로로 대체하든지 다른 작가와 교체하여 다시 의뢰하든지 한다. 완성된 원고는 인쇄되어 소위 '방송대본'으로서 관계자에게 배부된다. 이상으로 라디오 드라마의 기초가 완료된 셈인데, 이제부터는 방송국 내의 현장 작업으로 들어가게 된다.

### 성우와 배역
연출가는 방송대본을 기본으로 하여 상위계급자 또는 그 조수(assistant)와 의논하여 배역을 정한다. 각 방송국에는 전속극회가 있어, 주로 전속성우들 중에서 모든 배역이 선정되는 경우가 일반적이지만, 어느 방송국에도 소속되지 않은 프리랜서, 즉 무소속 배우를 기용하거나 영화배우·무대극 배우를 기용하는 경우도 드물지 않다.
앞에서도 언급한 바와 같이 방송극이 성우의 연기와 효과음·음악만으로 연출되는 만큼, 성우들의 연기력은 방송극을 성공시키는 데 있어 절대적인 역할을 한다. 극본에 극중 인물의 성격이나 말씨 등의 지정이 있고 연출가의 지시가 있기는 하나, 복잡한 각 지방 사투리나 섬세한 성격 묘사는 절대적으로 성우 개인의 역량에 달렸다 해도 과언이 아니다. 이들이 방송극 발달에 기여한 공로는 특기할 만한 일이 아닐 수 없다.

### 대본읽기
배역이 결정되면 성우들을 집합, 대본읽기에 들어간다. 극본을 배역에 따라 읽어 나가는 것이다. 여기서 오자나 발음하기 어려운 대사를 고치고, 대체의 소요 시간을 측정한다. 긴 부분은 커트하고, 짧으면 새로 써 보탠다. 따라서 대본읽기 때에는 작자도 참석해야 한다. 이때, 연출가는 물론이지만 작자도 작품의 의도나 대사에 담겨진 감정의 표현 등에 대해 상세히 지적한다. 대본읽기는 2∼3회 되풀이되고, 연출가는 이 과정을 통해서 전체를 차근차근히 마무리 해가되 이것으로 첫날의 모임은 끝나고 해산한다.
이것이 원칙적인 라디오 드라마의 진행 과정이지만, 실제로는 시간과 경비 관계상 대본읽기가 끝난 후 곧 녹음에 들어가든지, 경우에 따라서는 마이크 앞에서 한 차례 테스트한 후 곧 녹음하는 경우가 대부분이다. 대본읽기가 끝나면 각자가 자신의 역할이나 성격·발성법 등을 연구하는 것이 이상적이겠으나, 실제로는 스튜디오에 와서야 비로소 대본을 받아드는 경우가 많다.

### 마이크 테스트
마이크 테스트란 음악이나 효과음도 삽입하면서 본방송과 마찬가지로 마이크 앞에서 연기하는 연습을 말한다. 음악 담당자는 극본 속에 지정된 바에 의해 새로 작곡하든지, 이미 작곡된 곡 중에서 알맞은 부분을 선정하고 그 부분을 테이프에 녹음하여 둔다. 효과담당자도 필요한 효과음을 얻는 데 소용되는 도구들을 준비하기도 하고 녹음·채취된 자연음의 테이프를 준비한다.
녹음 기술의 발달은 성우쪽에도 많은 편리를 가져 왔다. 대본읽기 때에도, 마이크 테스트에도 참석 못한 성우는 미리 자신이 연기할 부분을 공백으로 남기고 녹음하도록 하고, 시간이 나는 대로 방송국에 나와 그 테이프를 돌리면서 자신이 연기할 부분의 공백을 메우는 방법이 있다. 그러나 이런 경우는 몹시 특수한 경우가 아니면 이용되지 않는다. 확실히 테이프 레코드는 편리하다. 드라마가 진행되는 동안 성우가 대사를 잘못 외웠다든지 음악이나 효과음에 착오가 생기면(이것을 NG라 한다) 그 부분부터 다시 할 수가 있다. 그러나 그 반면 성우측에 안이한 자세를 갖게 한다는 단점도 있다. 녹음 기술이 발달하기 전 모든 프로가 소위 생방송이던 때의 긴장감을 찾기 어렵게 된 것이다.

### 본방송
이제 본방송에 들어가는데, 이 본방송을 '녹음'이라 하기도 하나 '온 에어(on air)'라 부르는 것이 보통이데, 말하자면 지금까지 거쳐온 과정의 총정리라 할 수 있다. 연출가의 신호(큐라 한다)에 의해 테마뮤직·테마송이 흐르고 성우들의 연기가 시작된다.각 성우들의 연기 사이사이에 효과음이 들어가고 음악이 흘러 드라마의 무드는 고조되고 스토리는 진행된다. 녹음이 아닌 생방송이던 시절에는 30분짜리 드라마를 정확하게 30분으로 끝내는 것을 명연출이라 일컬었으나 지금은 녹음된 테이프를 적절히 커트하여 예정된 길이로 맞출 수 있게 되었다.

## 라디오 드라마의 분류

### 라디오 드라마의 분류
라디오 드라마의 분류는 내용과 테마를 중심으로 할 수도 있고, 또한 내용은 어떠하든간에 수법이나 형태만으로 분류할 수도 있는데, 내용과 테마, 형태와 수법 등에 따라 2종류로 나누어 보기로 한다.

### 내용과 테마로 본 분류
1. 홈드라마 : 너무 일반적으로 쓰이는 홈 드라마라는 용어 내지 장르를 명확하게 정의를 내리기는 매우 어려운 일이다. 왜냐하면 원래 일정한 규정을 가지고 생겨난 말이 아니라, 멜로 드라마라든지 스릴러 드라마 같은 것과 구별하기 위해 편의적으로 생겨난 말이기 때문이다. 따라서 홈 드라마라는 용어는 매우 뚜렷하지 못한 것이기는 하나, 문자 그대로 해석하면, 가정에서 일어난 가정적이고 건전한 드라마, 좀더 넓은 의미로는 인생을 취급한 것, 생활적인 드라마, 일상에서 흔히 볼 수 있는 사건을 다룬 것, 흔히 어느 곳이고 있을 수 있는 인물이 흔히 있을 수 있는 환경 속에서 엮어 내는 자그마한 갈등과 애환(哀歡)을 그린 것 등이라 할 수 있겠다. 홈 드라마의 정의는 관점에 따라 여러 가지 견해가 나올 수 있으나, 최소한 어떤 기발하고 기괴한 사건이라든지, 정치나 사회와 대결하는 등 열광적인 행동이 아닌, 조용하고 따사롭고 건설적이며 따뜻한 눈초리로 인간을 바라보는 마음에서 생겨난 것, 인간애를 바탕으로 인간의 아름다움을 추구하는 것이어야 할 것이다.
2. 멜로 드라마 : 멜로 드라마가 홈 드라마와 다른 점은 스토리에 기복이 많고, 보다 심각한 갈등을 내용으로 하고 있어 사건의 현실적인 가능성이나 등장인물의 성격 묘사보다는 줄거리에 중점을 두고 오락성을 추구한 점이라 할 수 있다. 연속극의 대부분은 멜로 드라마라 할 수 있겠는데, 오락성과 흥미 위주로만 치우치는 폐단이 자주 지적되고 있다.
3. 뮤지컬 드라마 : 뮤지컬 드라마란, 원래 라디오 드라마의 영역이라 할 수 없는 장르이다. 왜냐하면 뮤지컬은 미국에서 발생한 쇼와 유럽에서 건너온 오페레타가 결합되어 브로드웨이의 무대에서 자라난 것으로, 시각적인 요소가 가장 큰 요건이 되기 때문이다. 따라서 라디오에서의 뮤지컬이라 한다면 음악과 노래가 많이 삽입되고, 그것이 테마를 살리고 드라마를 전개하는 데 중요한 역할을 하는 형식, 즉 오페레타에 가까운 것을 의미하는데 지나지 않는다. 라디오 특유의 뮤지컬은 아직 정립되지 않았으며, 그것은 내일의 과제로 남아 있는 것이다. 한국에서는 2006년 12월 1일 tbs DMB에서 구리료헤이의 <우동 한 그릇/연출 김나연>이 오디오 창작 뮤지컬로 제작되었으며, 단편소설을 라디오드라마 형식으로 각색한 100% 순수 창작 오디오 뮤지컬 드라마이다.
4. 스릴러 드라마 : 스릴러 드라마의 모체를 이룬 것은 스릴과 서스펜스와 쇼크이다. 이것은 라디오 드라마 뿐 아니라, 무대극·영화·텔레비전 등 모든 드라마에 있어서도 마찬가지이며, 이 세 가지를 어떻게 배합하느냐에 따라 스릴러 작품으로서의 가치가 결정된다고 할 수 있는데, 특히 라디오의 경우는 그 수법에 있어 음향에만 의존해야 하기 때문에 그만큼 영화나 텔레비전의 경우보다 어렵다.
5. 기타 : 그 밖에 산문으로 된 대사 대신 운문으로 된 대사에 의해 드라마가 펼쳐지는 방송시극(放送詩劇), 일반적으로 말해서 반사실적(反寫實績) 경향·반리얼리즘적 경향·내용으로 잘 알 수 없는 주관적인 형태의 아방가르드(前衛) 드라마 등이 있다.

### 형태와 수법으로 본 종류
1. 연속 입체낭독 : 입체낭독이란, 원래 소설 낭독에서 대화를 등장 인물별로 성우들이 연기한 데서 시작하여 음악효과·효과음향을 삽입하는 데까지 발전한 형식이다. 따라서, 나레이션 형식의 방송극과 흡사한 것이지만, 방송을 위해 창작된 작품이 아니었기 때문에 낭독이라 불렀으며, 그 후 조흔파 작 <브라보！ 청춘> 등 방송을 위한 오리지널 작품도 나왔다. 드라마와의 구별이 애매한대로 나레이션이 많은 방송극을 연속입체낭독이라 할 수 있겠다.
2. 순수 라디오 드라마 : 드라마란 원래 대사나 동작만으로 스토리를 진행하는 것이다. 따라서 엄밀한 의미에서 라디오 드라마라 하면 이른바 해설(나레이션)은 삽입되지 않는 것이 원칙일 것이다. 그러나, 라디오 드라마는 청각에만 의지하는 시간예술이므로 등장 인물의 동작을 상상할 수는 있으되 시각을 통해 볼 수는 없다. 따라서, 해설도 없이 드라마를 진행하는 데 있어선 어떤 한계가 생기게 된다. 방송이란 공공의 시설로, 청취자의 지적 수준은 천차만별이므로 가능한 알기 쉽게 해 주는 것이 친절한 것이다. 여기에서 해설이 필요하게 되는데, 이 해설을 최소한으로 줄인(가능하면 삽입하지 않음) 형식을 순수 라디오 드라마로 분류할 수 있을 것이다.
3. 논픽션 드라마 : 논픽션이란 '허구'가 아닌 '실제 상황'이란 뜻으로, 기존 상업적 트렌디 드라마와는 달리, 실제로 있었던 사건이나 인물을 현실성 짙은 소재로 극화한 드라마를 말한다. <광복 20년> <정계야화> <특별 수사본부> 등이 그것인데, 멜로 드라마에서 찾아볼 수 없는 박진감과, 지난 역사를 회고한다는 의미에서 상당한 청취율을 확보하고 있으며, 멜로 드라마의 사양화와 함께 더욱 발전할 여지가 있는 분야이다.

## 같이 보기
- 라디오
- 대한민국의 라디오 드라마

## 참고 자료
- 이 문서에는 다음커뮤니케이션(현 카카오)에서 GFDL 또는 CC-SA 라이선스로 배포한 글로벌 세계대백과사전의 내용을 기초로 작성된 글이 포함되어 있습니다.